# Walter Meanwell
Walter E. Meanwell, né à Leeds le 26 janvier 1884 et mort à Madison (Wisconsin) le 2 décembre 1953, est un entraîneur de basket-ball britannique.
Il a été entraîneur  pour l'Université du Wisconsin – Madison (1911–1917, 1920–1934) et l'Université du Missouri (1918–1920).  

## Biographie
Meanwell fut nommé entraineur de l'Université du Wisconsin - Madison en 1911. Il obtint un doctorat en 1915. Durant la Première Guerre Mondiale, il servit dans l'armée américaine. Après avoir passé deux ans à  l'Université du Missouri, Meanwell retourna dans le Wisconsin. 
Sous sa direction, les Badgers remportèrent quatre titres de la Big Ten avec Meanwell à leur tête (1921, 1923-1924, 1929). Ainsi que les titres nationaux en  1912, 1914 et 1916. Meanwell pratiquait un style de jeu à base de passes courtes,  dribbles entrecroisés et une défense de zone serrée. En 1934, il prit sa retraite en tant qu'entraineur pour pratiquer la médecine à Madison dans le  Wisconsin, jusqu'à sa mort en 1953. Il a été intronisé au Naismith Memorial Basketball Hall of Fame en tant qu'entraîneur de façon posthume en 1959. 